# 休钦斯基耶沙漠农村居民点
休钦斯基耶沙漠农村居民点（俄语：Щучинско-Песковское сельское поселение）是俄罗斯联邦沃罗涅日州埃尔季利区所属的一个农村居民点。其下辖有2个居民点，行政中心为休钦斯基耶沙漠村。据2016年统计，该农村居民点的人口为678人。